# Arch of Triumph (1948)
Arch of Triumph is een Amerikaanse oorlogsfilm uit 1948 onder regie van Lewis Milestone. Het scenario is gebaseerd op de gelijknamige roman uit 1945 van de Duitse auteur Erich Maria Remarque.

## Verhaal
In 1938 houden er zich in Parijs veel vluchtelingen uit het oosten op in de buurt van de Arc de Triomphe. Een arts helpt er andere vluchtelingen. Hij schiet ook een actrice te hulp, die zelfmoord wil plegen door van een brug te springen. Er ontstaat een onmogelijke relatie tussen hen beiden.

## Rolverdeling
| Acteur             | Personage         |
| ------------------ | ----------------- |
| Ingrid Bergman     | Joan Madou        |
| Charles Boyer      | Dr. Ravic         |
| Charles Laughton   | Ivon Haake        |
| Louis Calhern      | Boris Morosov     |
| Ruth Warrick       | Kate Bergstroem   |
| Roman Bohnen       | Dr. Veber         |
| J. Edward Bromberg | Hoteleigenaar     |
| Ruth Nelson        | Mevrouw Fessier   |
| Stephen Bekassy    | Alex              |
| Curt Bois          | Getatoeëerde ober |
| Art Smith          | Inspecteur        |
| Michael Romanoff   | Kapitein Alidze   |